# Gloria Ford Gilmer
Gloria Ford Gilmer (ur. 25 czerwca 1928 w Baltimore, zm. 25 sierpnia 2021 w Milwaukee) – amerykańska matematyczka i pedagożka, pierwsza Afroamerykanka, która opublikowała pracę naukową niebędącą doktoratem.

## Życiorys

### Edukacja i kariera
Uzyskała tytuł Bachelor of Science na Morgan State University. W 1959 wraz z przełożoną Luną Mishoe opublikowała dwie prace. Były to pierwsze prace badawcze napisane przez Afroamerykanki. Opublikowane zostały pod jej panieńskim nazwiskiem Gloria C. Ford.
Po uzyskaniu tytułu magistra matematyki na Uniwersytecie Pensylwanii rozpoczęła pracę nad badaniami balistycznymi w Aberdeen Proving Ground, a później uczyła Afroamerykanów na sześciu uczelniach. Studiowała na University of Wisconsin-Madison, ale po roku zrezygnowała ze studiów. W 1978 uzyskała stopień doktorski na Uniwersytecie Marquette w dziedzinie administracji oświatowej.
Znaczna część pracy Gilmer dotyczyła etnomatematyki. Scott W. Williams, profesor matematyki w SUNY Buffalo, uznał ją za liderkę w tej dziedzinie. Przykładem są badania terenowe w Nowym Jorku i Baltimore, podczas których Gilmer i jej asystentki, 14-letnia Stephanie Desgrottes i nauczycielka Mary Potter, obserwowały i przeprowadzały wywiady z fryzjerami i klientami w salonach w obu miastach. Podczas gdy styliści fryzur zazwyczaj nie uważają tego, co robią, za matematyczne, Gilmer szczegółowo opisała wiele matematycznych wzorów w różnych rodzajach warkoczy oraz wskazała, gdzie można je znaleźć w naturze, np. sześciokąty teselacyjne, jeden z wzorów warkoczy, które przypominają miąższ ananasa i plastry miodu w ulach. Gilmer wykorzystała wyniki badań do stworzenia zajęć, które pomogły zrozumieć matematykę splatania włosów.
Na początku lat 80. XX wieku Gilmer była pierwszą Afroamerykanką, która zasiadała w zarządzie Amerykańskiego Towarzystwa Matematycznego. W latach 1981–1984 była pracownicą naukową w Departamencie Edukacji Stanów Zjednoczonych. Należała do Biura Badań i Doskonalenia Edukacji. W 1985 była współzałożycielką i członkinią zarządu International Study Group on Ethnomathematics. Była prezeską grupy w latach 1985–1996. Była także drugą osobą i pierwszą kobietą, która wygłosiła wykład na spotkaniu Narodowego Stowarzyszenia Matematyków, nazwanym na cześć pierwszego i czwartego Afroamerykanina, którzy otrzymali doktoraty z matematyki.
W 2008 Gilmer został prezeską Math-Tech, korporacji, której celem jest wykorzystanie nowych materiałów badawczych i stworzenie bardziej efektywnych programów nauczania matematyki, szczególnie w odniesieniu do kobiet i mniejszości.
W 2022 Gilmer została pierwszą czarnoskórą matematyczką, której prace zostały zarchiwizowane w Oddziale Rękopisów Biblioteki Kongresu USA. 

### Życie osobiste
Jej ojcem jest Damon Gilmer, a matką Deaundra Gilmer. Miała dwie siostry: Evelyn Ford i Helen Ford Utley. W 1957 Gloria Gilmer przeprowadziła się do Madison w stanie Wisconsin, gdzie poznała swojego przyszłego męża, Jaya Gilmera z Milwaukee. Mieli dzieci: Jaya Gilmera i Jill Gilmer.

## Nagrody
Amerykańskie Towarzystwo Matematyczne (AMS) nadaje stypendium badawcze Claytor-Gilmer Fellowship, nazwane tak na cześć Glorii Gilmer i Williama Schieffelina Claytora.